# Martin Zeileis
Martin Zeileis (1964) es un deportista austríaco que compitió en vela en la clase Soling. Ganó dos medallas en el Campeonato Europeo de Soling, plata en 2012 y bronce en 2023.

## Palmarés internacional
| Campeonato Europeo | Campeonato Europeo    | Campeonato Europeo | Campeonato Europeo |
| Año                | Lugar                 | Medalla            | Clase              |
| ------------------ | --------------------- | ------------------ | ------------------ |
| 2012               | Aarhus (Dinamarca)    | Medalla de plata   | Soling             |
| 2023               | Warnemunde (Alemania) | Medalla de bronce  | Soling             |